# Лахны (Полтавская область)
Лахны (укр. Лахни) — село,
Малокобелячковский сельский совет,
Новосанжарский район,
Полтавская область,
Украина.
Код КОАТУУ — 5323483204. Население по переписи 2001 года составляло 69 человек.

## Географическое положение
Село Лахны находится на расстоянии в 1 км от села Малый Кобелячек. Рядом проходит автомобильная дорога М-22 (E 577).

## Галерея

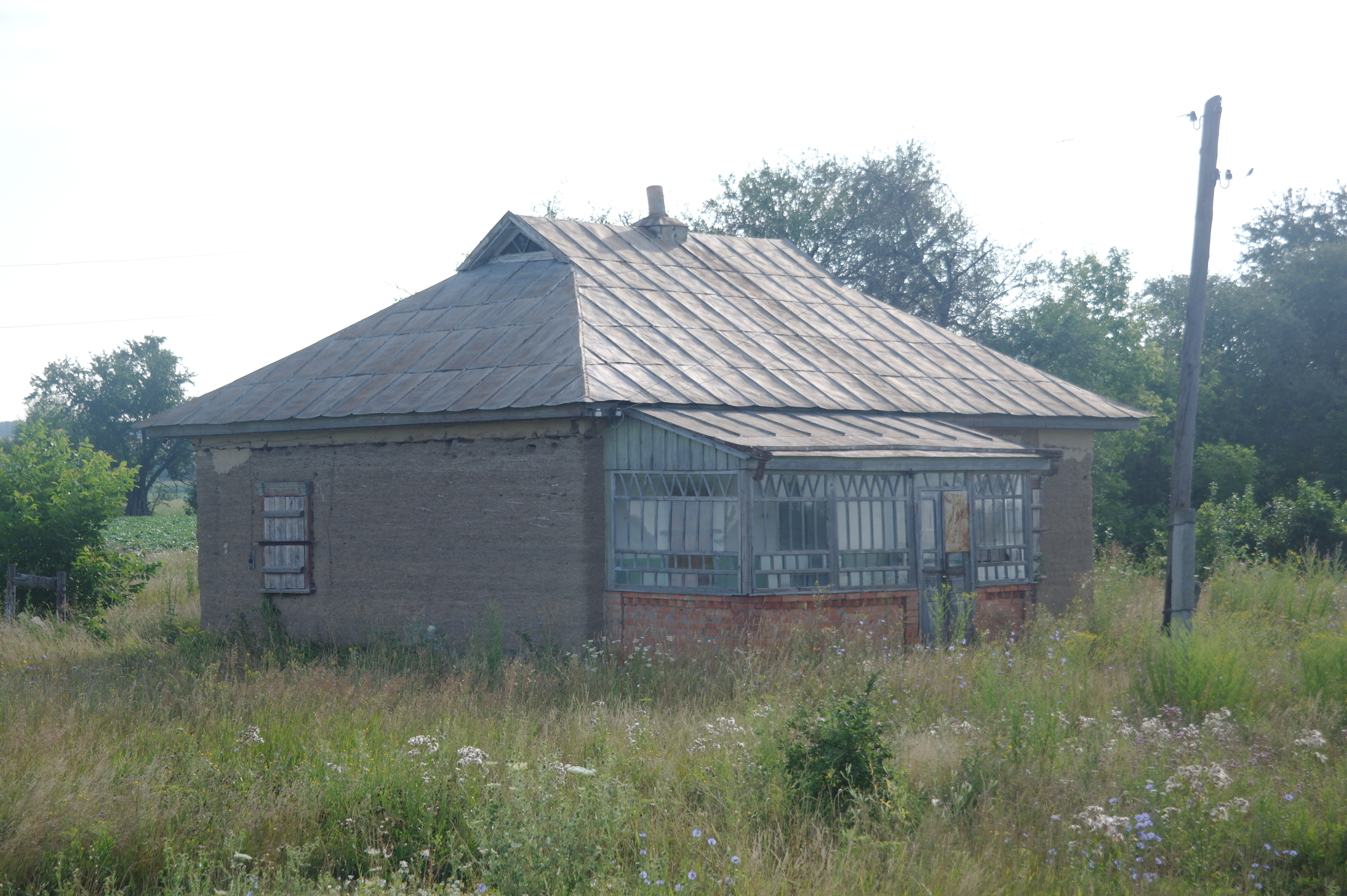
Магазин
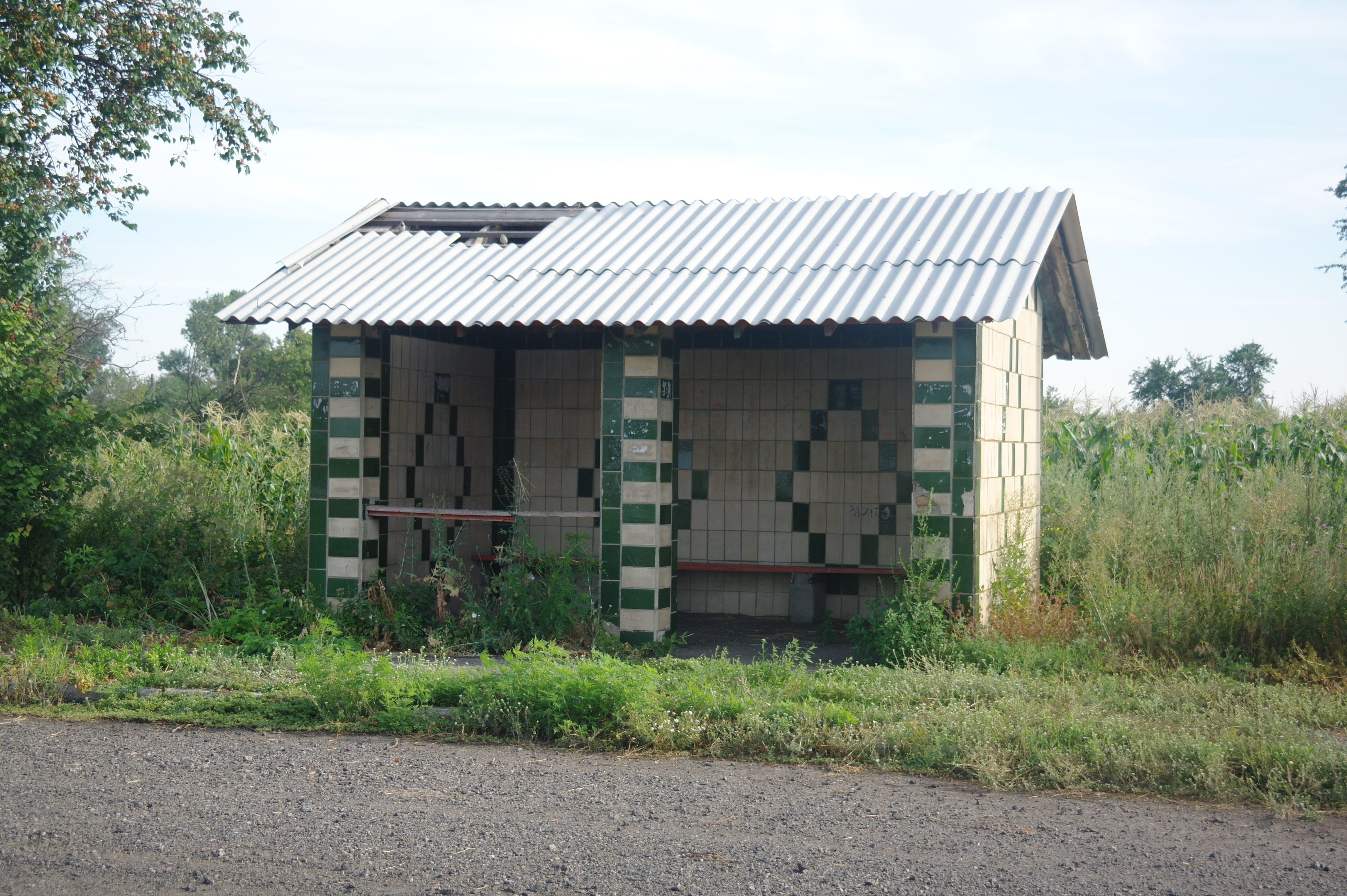
Остановка
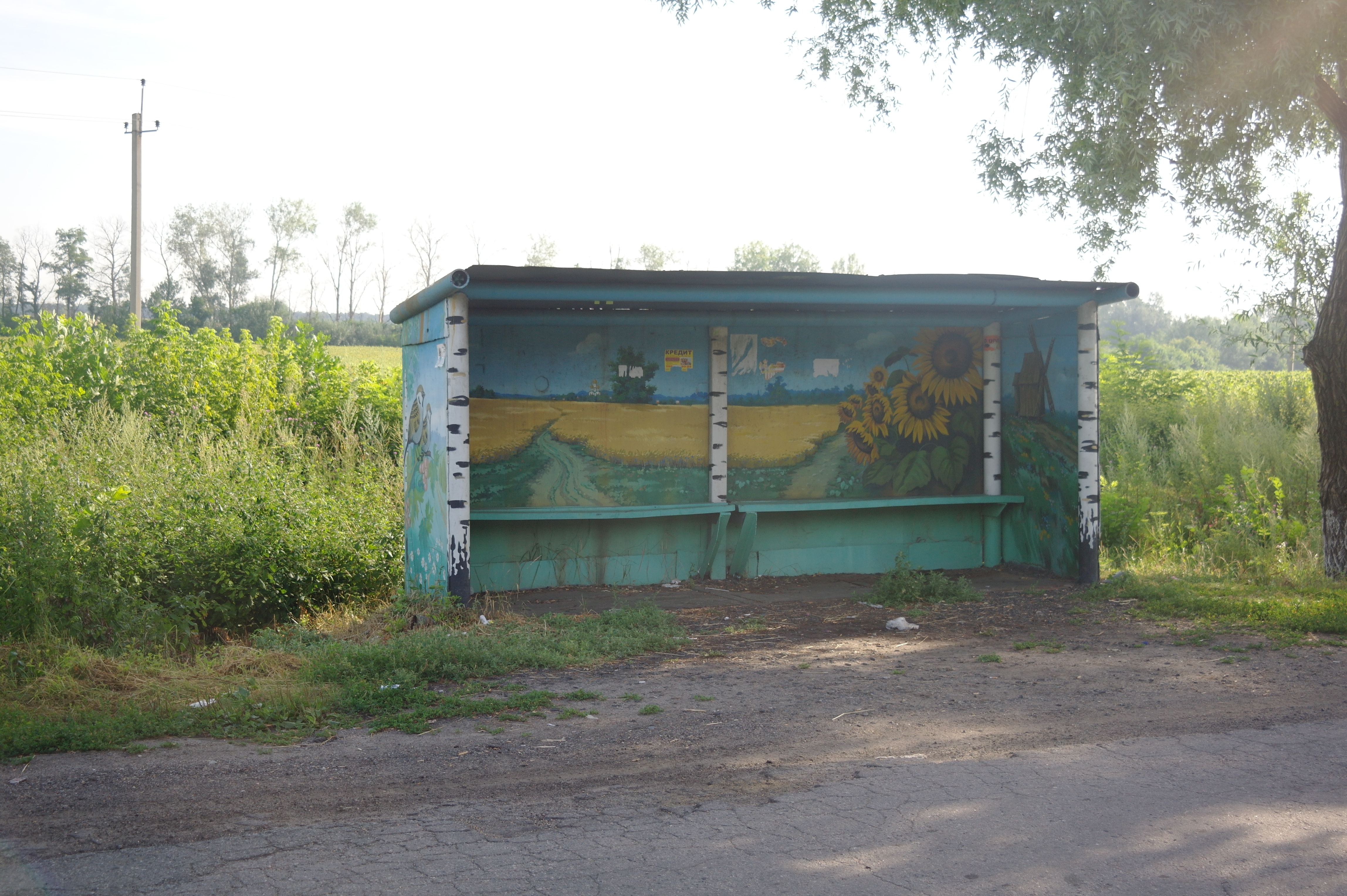
Остановка (2 км от села) на трассе Полтава — Кременчуг
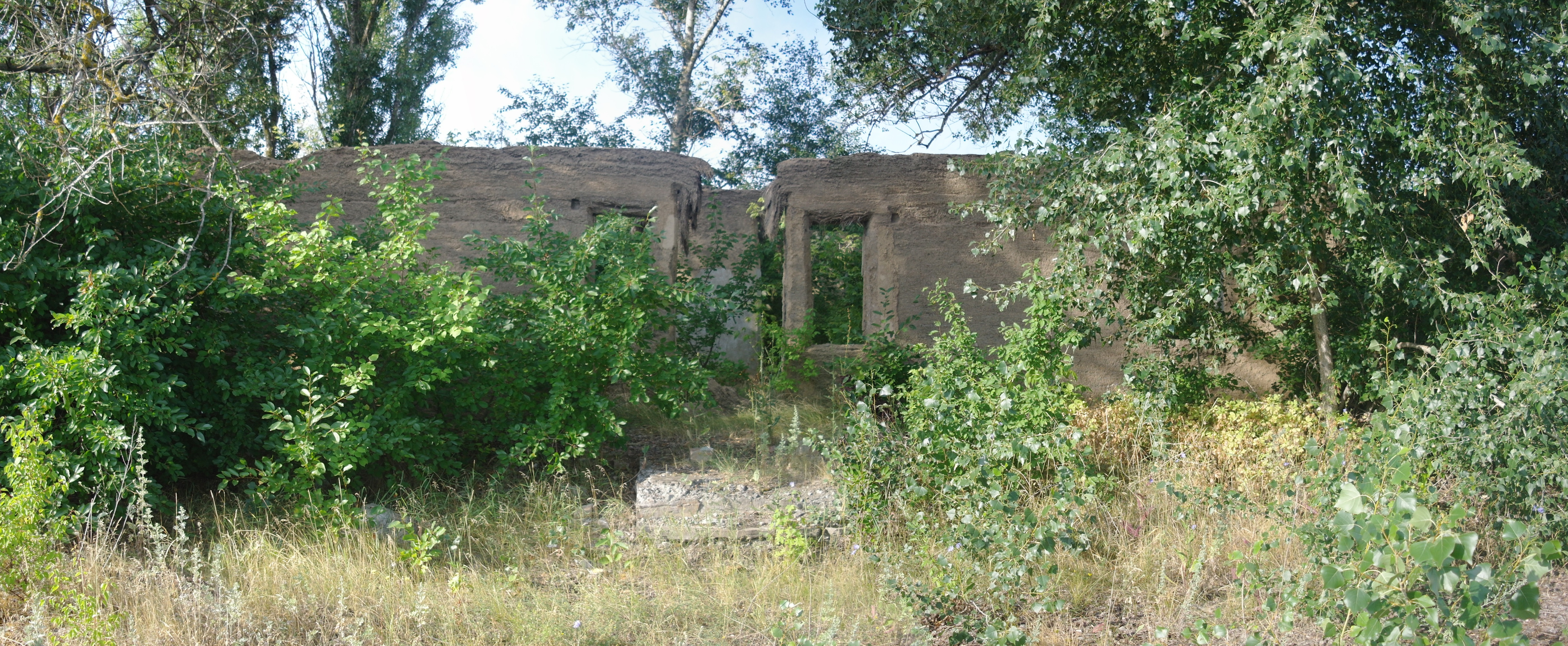
Школа
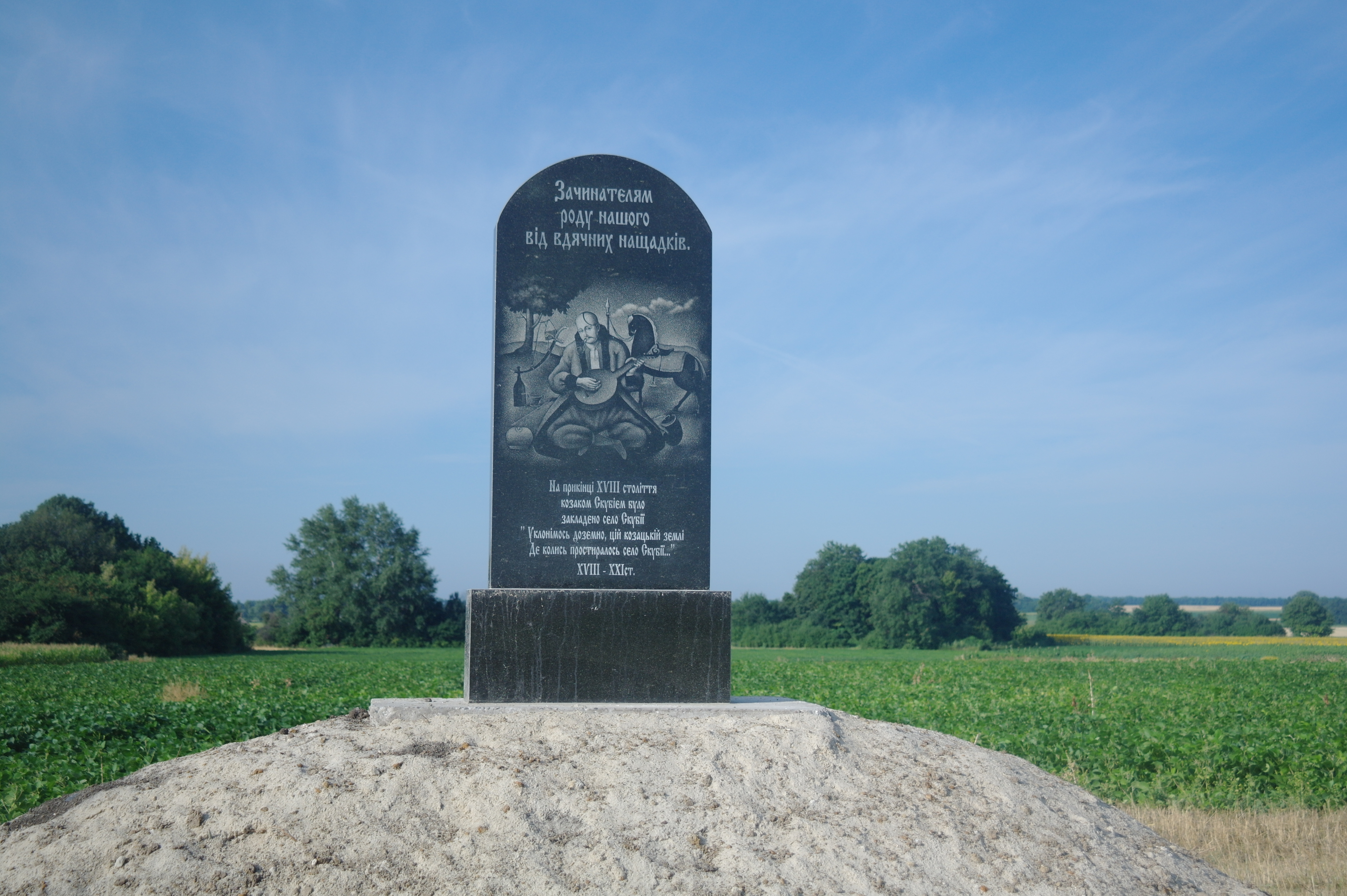
Памятник
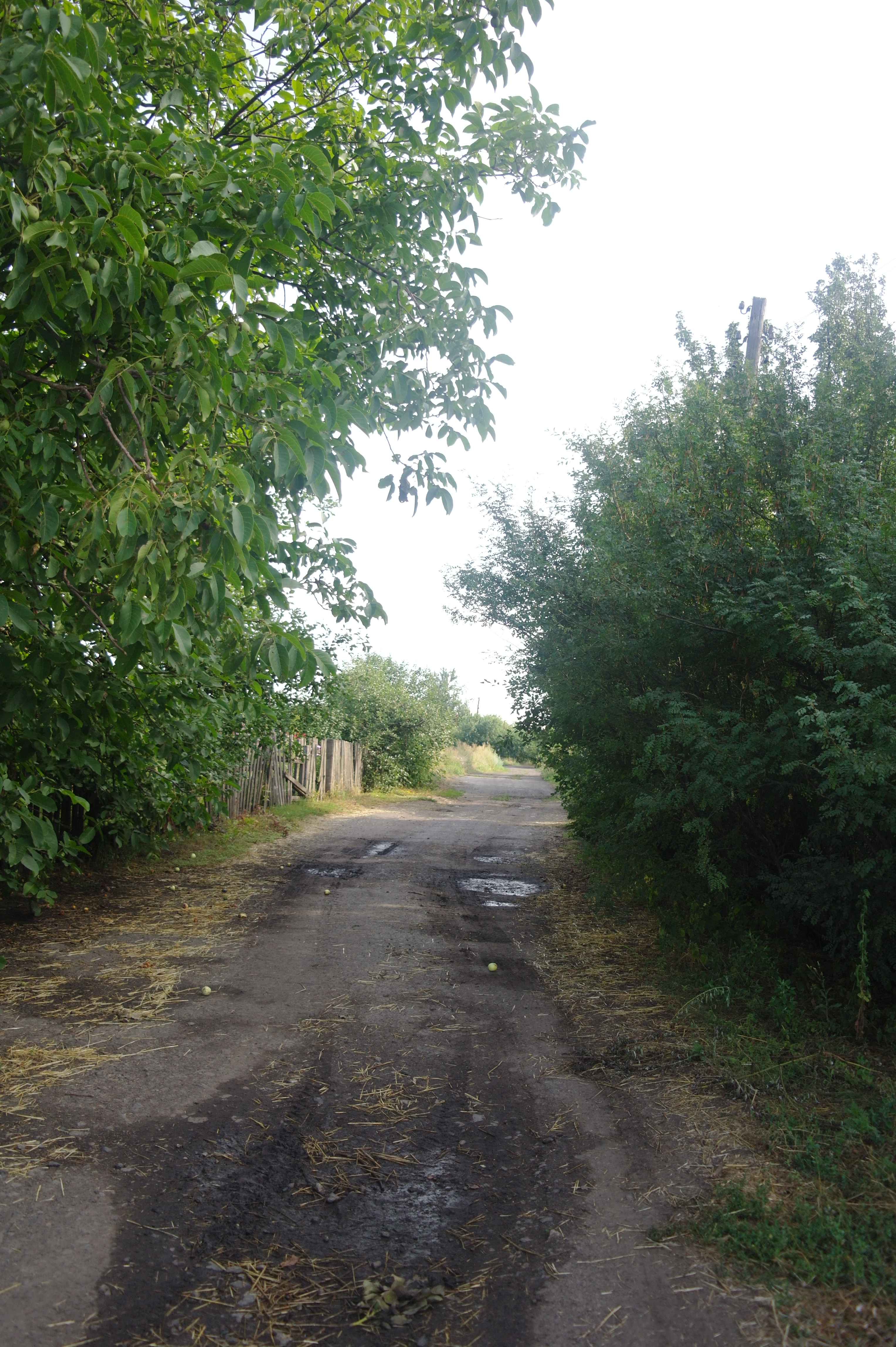
Главная улица села